# Pflanzenstärkungsmittel
Gemäß deutschem Pflanzenschutzgesetz § 2  Nr. 10 gelten als Pflanzenstärkungsmittel Stoffe und Gemische einschließlich Mikroorganismen, die ausschließlich dazu bestimmt sind, allgemein der Gesundhaltung der Pflanze zu dienen, soweit sie nicht Pflanzenschutzmittel nach Artikel 2 Absatz 1 der Verordnung (EG) Nr. 1107/2009 (Pflanzenschutzmittelverordnung) sind. Auch Stoffe und Gemische, die dazu bestimmt sind, Pflanzen vor nichtparasitären Beeinträchtigungen wie Frost oder erhöhter Verdunstung zu schützen, zählen nunmehr zu den Pflanzenstärkungsmitteln.
Laut Definition des österreichischen Düngemittelgesetzes 1994 sind Pflanzenhilfsmittel Stoffe ohne wesentlichen Nährstoffgehalt, die dazu bestimmt sind, auf die Pflanzen einzuwirken, die Widerstandsfähigkeit von Pflanzen zu erhöhen oder die Aufbereitung organischer Stoffe zu beeinflussen. Von Pflanzenstärkungsmitteln dürfen keine direkten Schutzwirkungen gegen Krankheiten und Schädlinge hervorgerufen werden. Wenn derartige Eigenschaften vorhanden sind, handelt es sich um ein zulassungspflichtiges Pflanzenschutzmittel.
Als Pflanzenstärkungsmittel werden Mittel auf organischer Basis, wie z. B. Algen- oder Pflanzenextrakte sowie ätherische Öle angesehen. Darüber hinaus werden Produkte auf mineralischer Basis (z. B. Gesteinsmehle) und auch auf mikrobieller Basis (Pilze und Bakterien) angeboten. 
Selbst die weiße Farbe, die Obstbäume an sonnigen Wintertagen vor dem Aufplatzen der Rinde schützen soll, wird dieser Produktgruppe zugerechnet. 
Auch Präparate, die „an abgeschnittenen Zierpflanzen außer Anbaumaterial“ anzuwenden sind, werden in dieser Kategorie geführt. Hierbei handelt es sich um sogenannte Frischhaltemittel für Blumen in der Vase, die meist Zucker, eine keimhemmende Substanz (z. B. eine organische Säure) oder anorganische Salze enthalten. 
Pflanzenstärkungsmittel sind im biologischen Pflanzenschutz besonders wichtig, sie werden aber auch von konventionell wirtschaftenden Landwirten und Gärtnern eingesetzt.
In den europäischen Staaten wird die Harmonisierung der Zulassung vorbereitet, in Frankreich, Österreich und der Schweiz gibt es bisher (2016) keine Zulassungsregeln für Pflanzenstärkungsmittel. Um die Harmonisierung der EU-Richtlinien bemühen sich seit 2013 die Association Biostimulants in Agriculture und das European Biostimulant Industry Council.

## Listungsverfahren
Pflanzenstärkungsmittel müssen durch den Hersteller oder Händler beim Bundesamt für Verbraucherschutz und Lebensmittelsicherheit (BVL) angemeldet werden, bevor sie in den Verkehr gebracht werden.
Das BVL prüft in Zusammenarbeit mit dem Bundesinstitut für Risikobewertung, dem Umweltbundesamt und Julius Kühn-Institut (als Nachfolger der Biologischen Bundesanstalt für Land- und Forstwirtschaft), ob es sich um ein Pflanzenstärkungsmittel handelt und ob keine schädlichen Wirkungen zu erwarten sind. Grundlage der Prüfung sind meist die Antragsunterlagen, falls nötig kann das BVL weitere Unterlagen oder Proben anfordern. Die Bearbeitungszeit beträgt in der Regel vier Monate.
Die Aufnahme in die Liste der Pflanzenstärkungsmittel wird im Bundesanzeiger bekanntgegeben, außerdem gibt es eine monatlich aktualisierte Liste auf der Homepage des BVL.

## Kriterien für die Listung
Pflanzenstärkungsmittel dürfen keine direkte Wirkung auf Schadorganismen oder Krankheitserreger haben, da sie sonst als Pflanzenschutzmittel sehr viel strengeren Vorschriften unterliegen würden.
Präparate mit hauptsächlich wachstumsfördernder Wirkung gelten hingegen als Pflanzenhilfsmittel oder Bodenhilfsstoffe. Sie fallen unter das Düngemittelrecht.
Pflanzenstärkungsmittel dürfen keine schädlichen Auswirkungen auf die Gesundheit von Mensch und Tier, das Grundwasser oder den Naturhaushalt haben. Ein Nachweis ihrer Wirksamkeit ist nicht erforderlich.

## Gliederung nach Wirkstoffen
Die Pflanzenstärkungsmittel beruhen auf sehr verschiedenartigen Wirkstoffen. Die folgende Gliederung geht auf das Julius Kühn-Institut zurück.

### Anorganische Stärkungsmittel
Hier fallen mengenmäßig vor allem die Präparate auf, die das zellwandstärkende Silikat enthalten, wie etwa Wasserglas oder Gesteinsmehle. Andere Stärkungsmittel enthalten Carbonate wie Kreide oder Pottasche.

### Organische Stärkungsmittel
Dies ist die größte Gruppe der Pflanzenstärkungsmittel. Hierzu gehören zum Beispiel getrocknete Pflanzen für den Ansatz von Pflanzenjauchen oder gebrauchsfertige Pflanzenextrakte, auch Algenextrakte. Ätherische Pflanzenöle werden als Repellentien gegen tierische Schädlinge eingesetzt.
Einige Stärkungsmittel enthalten Gibberelline oder andere Pflanzenhormone.
Andere bestehen aus tierischen Produkten wie Molke, Eiweißen oder Propolis.
Huminstoffe sind ebenfalls als Wirkstoffe in einigen Pflanzenstärkungsmitteln enthalten.

### Homöopathische Stärkungsmittel
Die homöopathischen Pflanzenstärkungsmittel enthalten anorganische oder organische Wirkstoffe in sehr stark verdünnter (potenzierter) Form. Das Trägermedium ist meist Wasser, seltener werden Gesteinsmehle oder ähnliches verwendet.

### Präparationen auf mikrobieller Basis
Sie können erst seit 1997 als Pflanzenstärkungsmittel zugelassen werden. Bei ihnen ist die Abgrenzung zu den Pflanzenschutzmitteln besonders schwierig, da sie teilweise Antibiotika bilden können.
Es handelt sich beispielsweise um Pilze der Gattungen Trichoderma und Pythium oder Bakterien wie Bacillus subtilis oder Pseudomonas.

## Pflanzenstärkungsmittel in anderen Ländern
In Österreich dürfen alle in Deutschland zugelassenen Mittel verwendet werden. Sie gelten dort jedoch formal als Pflanzenhilfsmittel und damit als Düngemittel. Eine Schutzwirkung gegen Schadorganismen oder Krankheitserreger darf in der Werbung für diese Produkte nicht herausgestellt werden.
In der Schweiz werden Pflanzenstärkungsmittel zwar eingesetzt, es gibt aber keine speziellen Vorschriften dazu.

## Kritik
Die harmonisierte EU-Regulierung erfasst alle Produkte, die spezifische Gefahren abwehren, dem Pflanzenwachstum dienen, oder auch nur Pflanzenhilfsmittel sind, in eigenen, stark regulierten Produktsegmenten. Für das nur in deutschsprachigen Ländern bekannte Konzept der Pflanzenstärkungsmittel bleibt daher nur ein undefinierter Bereich, in dem konkrete Wirkungen nicht nur nicht nachgewiesen werden müssen, sondern rechtlich quasi ausgeschlossen werden. Das von der Wirkungslosigkeit ausgehende Gesetz fordert die Unbedenklichkeit des Einsatzes. Dementsprechend besteht das Marktsegment aus homöopathischen Mitteln und anderen Placebo- und Zierprodukten, die im Laiensegment vermarktet werden.
Tritt tatsächliche, mit synthetischen Bioziden und Fungiziden vergleichbare, Wirksamkeit auf, werden Pflanzenstärkungsmittel routinemäßig vom Markt genommen, da sie dann als Pflanzenschutzmittel gelten. So enthielten zwei Zitrusextrakte das Biozid Didecyldimethylammoniumchlorid und es waren Grapefruitkernöle, die mit Fungiziden versetzt worden waren, im Handel.